# Термінал ЗПГ Фос-Тонкін
Термінал ЗПГ Фос-Тонкін – інфраструктурний об`єкт для прийому та регазифікації зрідженого природного газу на півдні Франції. Розташований на середземноморському узбережжі біля Фо-сюр-Мер, у дельті Рони.
Термінал Фос-Тонкін, введений в експлуатацію ще у 1972 році, став першим об`єктом такого типу у Франції. Цьому передувала укладена п`ятьма роками раніше угода з Алжиром про довготривалі поставки з заводу Скікда ЗПГ 3 млн.т на рік (4,2 млрд.м3).
В 2005 році після чергового етапу модернізації приймальна здатність терміналу досягла 7 млрд.м3 на рік. Сховище для зберігання ЗПГ при цьому складається з двох резервуарів по 35000 м3 та одного ємністю 80000 м3. Причальний комплекс може приймати газові танкери вантажоємністю до 75000 м3.
Окрім поставок регазифікованої продукції до газотранспортної мережі, на терміналі Фос-Тонкін з 2014 року організовано відпуск ЗПГ в автоцистерни. Щоправда, станом на 2016-й він може забезпечувати лише 8 таких відвантажень на добу.
З 2009 року термінал знаходиться під управлінням компанії Elengy, що входить до групи енергетичного гіганту GDF Suez. Вона також здійснює управління ще двома французькими імпортними терміналами в Монтур-де-Бретань та Фос-Каву.